# Acanthodactylus beershebensis
Acanthodactylus beershebensis (лат.) — вид пресмыкающихся рода гребнепалых ящериц. Эндемик южного Израиля, относимый Международным союзом охраны природы к видам на грани исчезновения.

## Таксономия
Вид выделен в 1999 году из ранее описанного вида гребнепалых ящериц Acanthodactylus pardalis, населяющего северную Африку на территории восточной Ливии и Египта. Основаниями для выделения стали непересекающиеся и изолированные друг от друга известные ареалы популяций и различия в морфологии парных копулятивных органов. Дополнительными аргументами в пользу разделения видов были сравнительно бо́льшие размеры тела и относительно более короткий хвост у израильских ящериц.
Латинское название вида beershebensis было дано как указание на его ареал, окружающий крупнейший город Негева Беэр-Шеву. Авторы таксона указали также, что в Израиле эта рептилия известна как беэр-шевская гребнепалая ящерица.

## Внешний вид
Сравнительно крупная и массивная гребнепалая ящерица с толстой шеей, по ширине лишь незначительно уступающей голове, и утолщённым основанием хвоста. Длина голотипа от кончика носа до основания хвоста 69 мм, длина головы 16,2, ширина 11,8, высота — 9 мм. Длина передней конечности 22, задней 36 мм, общая длина хвоста 97 мм. Для экземпляров, использованных в исследовании 1999 года, длина тела от носа до основания хвоста у самцов колебалась от 55 до 87 мм, у самок от 50,5 до 76 мм, что в 1,1—1,3 раза больше, чем у A. pardalis. Длина хвоста у самцов варьировала от 126 % до 172 %, у самок от 102 % до 155 % длины остального тела, что, напротив, в 1,2—1,3 раза меньше, чем у A. pardalis. Половой диморфизм в размерах выражен сильнее, чем у африканского вида.
Спинные чешуи мелкие, от 50 до 70 поперёк середины тела; боковые пластины располагаются в 10—14 продольных рядов. Парные копулятивные органы отличаются от аналогичных органов у A. pardalis: боковой вырост имеет две ветви, из которых внешняя как минимум на 30 % длиннее внутренней (у африканского вида длина ветвей примерно одинакова).
Голова серая с более тёмными отметиами и проходящей через глаз чёткой тёмной вертикальной полосой с белой окантовкой. Спина серая или розовато-бурая, с несколькими парами (чаще всего 4, из которых центральные наиболее заметны, но могут быть также 2 или 3) продольных цепочек белых отметин от плеча до таза. Отметины частично окаймлены чёрным, между соседними отметинами чёрные рамки могут сливаться, имеются также поперечные чёрные перемычки между получающимися продольными полосами. На основании хвоста несколько чёрно-белых «глазков», на конечностях грязно-белые пятна. Нижняя часть тела до кончика хвоста грязно-белая без отметин. Рисунок на верхней части тела обычно контрастнее у самцов, чем у самок. В редких случаях белые пятна отсутствуют, но чёрная сетка на основном сером фоне сохраняется. У молодых особей рисунок обычно представляет собой чётко выраженные беловатые продольные полосы на буровато-чёрном фоне.

## Образ жизни
Естественная среда обитания — лёссовые равнины со скудной кустарниковой растительностью. Не встречается на сельскохозяйственных землях. Ящерицы данного вида прячутся под камнями и в естественных провалах почвы, а также роют норы под образующейся на поверхности «зелёной коркой». Самки за одну кладку откладывают от трёх до семи яиц.
Основу рациона составляют насекомые (преимущественно муравьи, но также термиты и другие). В диету входят также семена, причём показано, что в отсутствие опасности для ящерицы со стороны хищников доля семян в рационе возрастает.

## Ареал и охранный статус
Голотип вида был пойман в Беэр-Шевском подокруге Южного округа в районе пересечения ручья Ятир и дорожной развязки Шокет. Acanthodactylus beershebensis известен только по ирано-туранскому району южного Израиля. При этом ареал вида не сплошной, а представляет собой несколько раздробленных участков с небольшими популяциями.
Численность вида, некогда, по-видимому, бывшего широко распространённым, сокращается из-за потери естественной среды обитания. Ареал сокращается из-за интенсивного освоения земель под сельское хозяйство, урбанизации региона и озеленения, в результате которого в регионе возросло поголовье хищных птиц (соколов, сорокопутов и цапель), гнездящихся на высаженных деревьях. В 2006 году Международный союз охраны природы (IUCN) причислил Acanthodactylus beershebensis к видам на грани исчезновения.